# Pseudacidalia undulata
Pseudacidalia undulata là một loài bướm đêm trong họ Noctuidae.